# 沙灣溪
沙灣溪，又名大濱溪，位於台灣東部之縣市管河川，幹流長度5.00公里，流域面積7.43平方公里，分佈於台東縣成功鎮。主流發源於成功鎮博愛里海岸山脈標高1256公尺無名山峰之東南側，向東流經宜灣（沙汝灣），於省道台11線大濱橋東南側注入太平洋。